# Fieniks Kazań
Fieniks Kazań (ros. Феникс Казань, tat. Феникс Казан) – rosyjski klub hokeja na lodzie z siedzibą w Kazaniu.

## Historia
Przed sezonem 2022/2023 drużyna Fieniksa została przyjęta do rozgrywek WHL-B.
W połowie 2022 ogłoszono sztab szkoleniowy, do którego weszli główny trener Wiktor Kałaczik oraz asystenci Dmitrij Bałmin, Aleksiej Ugarow i trener bramkarzy Rusłan Rizajew.
W maju 2023 ogłoszono, że rozgrywki WHL-B przestały istnieć. 